# Citorus hector
Citorus hector är en insektsart som beskrevs av Rauno E. Linnavuori 1977. Citorus hector ingår i släktet Citorus och familjen dvärgstritar. Inga underarter finns listade i Catalogue of Life.